# Мария Тереза Чибо-Маласпина
Мари́я Тере́за Чи́бо-Маласпи́на (итал. Maria Teresa Cybo-Malaspina), или Мари́я Тере́за Франче́ска Чи́бо-Маласпи́на (итал.  Maria Teresa Francesca Cybo-Malaspina; 29 июня 1725, Новеллара, графство Новеллара— 25 декабря 1790, Масса, герцогство Массы и Каррары) — принцесса из дома Чибо-Маласпина, дочь Альдерано I, герцога Массы и князя Каррары. В своём праве герцогиня Массы и княгиня Каррары, герцогиня Айелло, баронесса Падули, сеньора Лаго, Лагителло, Серры и Террати. Супруга герцога Эрколе III Ринальдо д’Эсте; в замужестве — герцогиня Модены и Реджо.

## Биография
Мария Тереза Франческа Чибо-Маласпина родилась в Новелларе 29 июня 1725 года. Она была старшая дочерью Альдерано I Чибо-Маласпина, герцога Массы и князя Каррары и Риччарды Гонзага, графини Новеллара. Кроме неё у родителей были ещё две младшие дочери.
После безвременной кончины отца, шестилетняя Мария Тереза стала герцогиней Массы и княгиней Каррары. 2 мая 1732 года она была обручена с принцем Эудженио Джованни Франческо Савойским, герцогом Троппау и графом Суассона. Свадьба не состоялась, так, как жених умер в Мангейме в ноябре 1734 года.
Вскоре был подписан новый брачный контракт с наследным принцем Модены и Реджо. В династическом союзе был заинтересован Франческо III, герцог Модены, так, как этот брак обеспечивал его доменам выход к Тирренскому морю. Он заставил четырнадцатилетнего сына и наследника дать согласие жениться на герцогине. Скромная церемония бракосочетания по доверенности прошла в 1741 году.
Брак был несчастливым. В самом начале у супругов родились двое детей: сын и дочь. Выжила только девочка. Герцог решил, что выполнил свои обязательства перед династией и завёл себе официальных фавориток. Герцогиня чувствовала себя униженной. Отношения у супругов разладились окончательно, и она покинула Модену, переехав в Реджо-Эмилию. Здесь её навещала дочь, принцесса Мария Беатриче с мужем эрцгерцогом Фердинандом Австрийским из дома Габсбургов.
Как и мать, герцогиня Мария Тереза в личных доменах проявила талант государственного деятеля. В 1757 году через ряд указов она восстановила экономику княжества Каррара, продолжила и завершила строительство дороги из Массы в Модену, открыла современную больницу в Массе, содействовала проведению реформы среди духовенства её доменов. Ей удалось убедить римского папу основать епархию, включавшую только территорию герцогства Массы и княжества Каррары, которая в дальнейшем была объединена с епархией Луни.
В 1757 году Мария Тереза основала Академию искусств в Карраре по предложению Джованни Доменико Оливьери, скульптора из Каррары, который некоторое время служил при испанском дворе и помогал в создании Академии в Мадриде. Герцогиня обнародовала устав Академии. Покровителем учреждения был провозглашён святой Чеккардо, епископ Луни и покровитель Каррары. В учебном заведении предполагалось готовить специалистов по трём видам искусства: живописи, скульптуры и архитектуры. Однако первая попытка не увенчалась успехом. Через двенадцать лет, 26 сентября 1769 года, Мария Тереза подтвердила основание Академии изящных искусств в Карраре, удалив из её устава курс живописи. Первым главой школы скульптуры при академии был Джованни Антонио Чибей, главой школы архитектуры — Филиппо Дель Медико, который спроектировал здание для Академии — Красный дворец.
В 1781 году герцогиня ввела налог на мрамор для финансирования расходов на академию, но со смертью основательницы всё на время приостановилось. Новый импульс для развития учреждение получило с приходом неоклассицизма, когда на рынке вырос спрос на мраморную скульптуру. Мария Тереза Чибо-Маласпина умерла 25 декабря 1790 года и была похоронена в базилике Богоматери Гьярайской в Реджо-Эмилии.

## Брак и потомство
В Массе в 1741 году Мария Тереза Чибо-Маласпина, герцогиня Массы и Каррары сочеталась браком с наследным принцем Эрколе Ринальдо д’Эсте, будущим герцогом Модены и Реджо под именем Эрколе III, сыном герцога Франческо III д’Эсте и принцессы Шарлоты Аглаи Бурбон-Орлеанской. В этом браке родились два ребёнка:
- Мария Беатриче Риччарда д’Эсте (07.07.1750 — 14.11.1829), последняя герцогиня Массы и княгиня Каррары, вышла замуж за Фердинанда Габсбурга, эрцгерцога Австрии (01.06.1754 — 24.12.1806);
- Франческо Ринальдо д’Эсте (04.01.1753 — 05.05.1753), умер вскоре после рождения.